# Ihlow (Oberbarnim)
Ihlow è una frazione (Ortsteil) del comune tedesco di Oberbarnim, nel Land del Brandeburgo.

## Monumenti e luoghi d'interesse
Castello (Schloss)Edificio risalente al primo Settecento e ridisegnato agli inizi del Novecento, ornato da un giardino retrostante.
Chiesa (Dorfkirche)Costruzione romanica in pietra eretta a metà del XIII secolo e restaurata dopo le distruzioni della seconda guerra mondiale.

## Amministrazione
La frazione è rappresentata da un "presidente di frazione" (Ortsvorsteher).